# Jair (1921–2005)
Jair da Rosa Pinto (Jair, ur. 21 marca 1921 w Quatis, zm. 28 lipca 2005 w Rio de Janeiro) – brazylijski piłkarz, napastnik, pomocnik. Srebrny medalista MŚ 50.
Grał w szeregu najlepszych brazylijskich klubów. W reprezentacji Brazylii debiutował 1940, ostatni raz zagrał w 1956. Podczas MŚ 50 wystąpił w pięciu spotkaniach, zdobył trzy bramki. Sensacyjna porażka z Urugwajem na Maracanie położyła się cieniem na jego karierze. W 1949 zdobył z Brazylią tytuł mistrza Ameryki Południowej.

## Kariera klubowa
- Madureira (1938–1942)
- CR Vasco da Gama (1943–1946)
- CR Flamengo (1947–1949)
- SE Palmeiras (1949–1955)
- Santos FC (1956–1960)
- São Paulo FC (1961)
- Ponte Preta (1962–1963)